# العرض (غيل باوزير)

'

تعديل مصدري - تعديل

العرض هي إحدى قرى عزلة غيل باوزير بمديرية غيل باوزير التابعة لمحافظة حضرموت، بلغ تعداد سكانها 137 نسمة حسب تعداد اليمن لعام 2004.